# Muscadier
 (décembre 2019).
Si vous disposez d'ouvrages ou d'articles de référence ou si vous connaissez des sites web de qualité traitant du thème abordé ici, merci de compléter l'article en donnant les références utiles à sa vérifiabilité et en les liant à la section « Notes et références ».
Myristica fragrans
Espèce
Classification phylogénétique
Statut de conservation UICN

 DD  : Données insuffisantes
Le Muscadier (Myristica fragrans Houtt.) est un arbre de la famille des Myristicacées produisant la noix de muscade.
C'est un arbre tropical originaire des îles Banda dans l'archipel des Moluques en Indonésie et qui est cultivé maintenant majoritairement aux Antilles et au Guatemala. 
Deux espèces voisines fournissent des noix moins réputées.

## Description
Myristica fragrans Houtt. fait partie des Myristicacées qui sont des dicotylédones primitives. 72 espèces ont été inventoriées dans le genre Myristica.

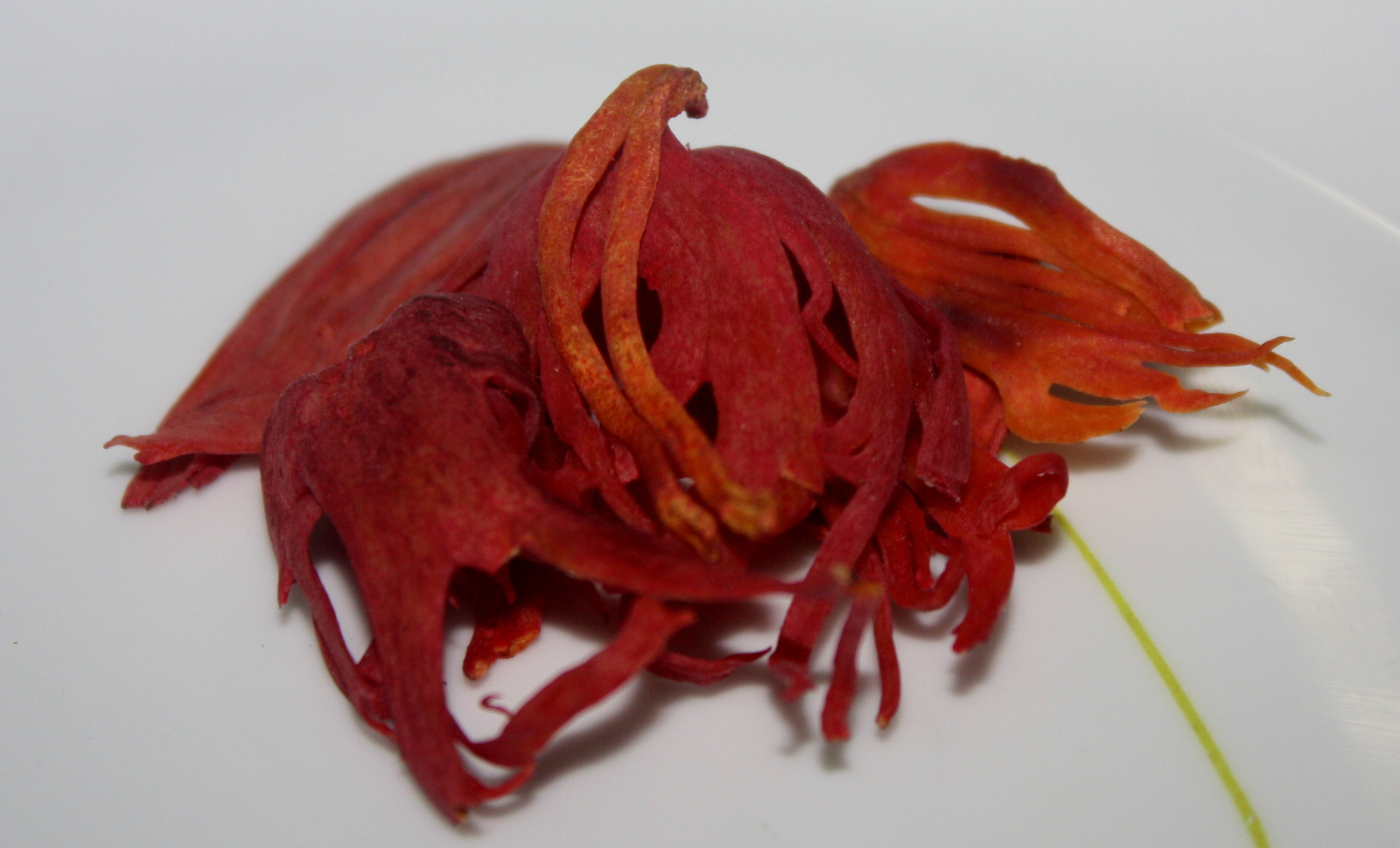
Macis.

C'est un arbre dioïque, à feuilles persistantes aromatiques et à petites fleurs jaunes en grappes. Il peut atteindre une douzaine de mètres de hauteur et être centenaire. Seuls les individus femelles portent les fruits.
L'arbre porte des fruits au bout de 8 ans et peut continuer à en produire pendant plus de 60 ans. On cueille les fruits mûrs, au moment de la déhiscence du péricarpe.
Le fruit est une capsule ovoïde. Il comprend un péricarpe épais et charnu, qui est localement consommé une fois confit, et une graine. La graine est entourée d'un arille lacinié, qui donne l'épice appelée macis. Elle a un tégument épais et lignifié en coque. La noix de muscade peut être commercialisée en coque, ou en albumen débarrassé de sa coque. Cet albumen est ruminé, ce qui donne les nombreuses lignes courbes que l'on voit en coupe. Il est utilisé comme épice, et râpé à l'aide d'une petite râpe souvent vendue avec l'épice.

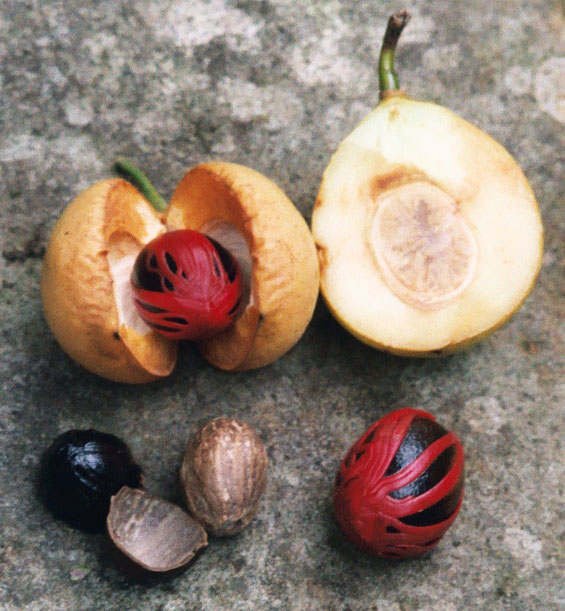
Fruits du muscadier : noix de muscade avec arilles.